# リチャード・ヴェルナー
リチャード・アンドレアス・ウェルナー (Richard Andreas Werner、1967年1月5日 - ）はドイツのエコノミスト、ウィンチェスター大学の経済学教授。
ヴェルナーは金融政策と開発エコノミストである。量的緩和や"QE2"の表現を最初に提案した学者。真の量的金融緩和は信用創造拡大が必要と指摘。"信用の量理論"を提案し、GDP取引に使用する信用創造と金融取引に使われる信用創造のふたつの側面を強調した。

## 初期の活動
ヴェルナーは1989年にロンドン経済学校 (LSE)を卒業。オックスフォード大学 在学中に一年間東京大学に留学。博士課程をオックスフォードで修了。
1991年に経済・統計学研究所（オックスフォード）で欧州委員会が主催するマリー-キュリー研究員に任命された。当研究所で書いた彼の論文では、日本の銀行システムの脅威を警告し、"世界恐慌以降の大不況時代"が来ると訴えていた。
東京滞在中に、日本政策投資銀行の資本形成研究所で初めての下村フェローになった。また日本銀行の金融・経済研究所と財務省の金融研究所で客員研究員だった。

## キャリア
ヴェルナーは1994年から1998年までジャーディン・フレミング 社の主任エコノミストとして働きながら、日本の信用サイクルと金融政策について多数の論文を書いた。一部日本語でも発刊されている。
1997年上智大学経済学部の一員になった。
現在はサウサンプトン大学で教えている。シュンペター信用理論と同様に信用の量理論を開発した。
ヴェルナーが出版した「円の支配者」は2001年日本で総合ベストセラーになった。この本は日本銀行の金融政策と中央銀行が行う窓口指導を分析する。

## ヴェルナー理論
貨幣数量説において、ケンブリッジ現金残高方程式では、
Ｍ＝ｋＰＹ   (貨幣量＝マーシャルのk×物価×実質GDP)
の関係があり、一方でフィッシャーの交換方程式で記述すると、
ＭＶ＝ＰＴ    (貨幣量×流通速度＝物価×取引量)
上記の公式で通貨供給量とＧＤＰの関係式にする。主流派経済学では貨幣数量説により貨幣を増加させれば物価が上がるとされ、貨幣の流通速度は基本的に安定的であり一定と想定できることから、中央銀行が通貨供給量を拡大すればデフレから脱却できるとしてきた。
ＭＶ＝ＰＹ   (通貨供給量×通貨供給量の流通速度＝生産量×商品価格) 
しかし日銀がこのような仮定の下、デフレは貨幣現象であるとして量的緩和政策を行わせたにもかかわらず政策が効いていない。
実体経済はＧＤＰや物価が変動する市場である一方、金融市場は物価が必ずしも反映されない非ＧＤＰ取引であり、
ＧＤＰ取引と非ＧＤＰ取引に分けて考えるべきである。
主流派経済学は交換方程式を通貨供給量で観測しているため実体経済向けと金融市場向けに分割することができておらず、
実体経済向けと金融市場向けを分割した公式化モデルを構築しておらず、
通貨供給量が増加しても物価上昇しない理由について説明できなかった。
通貨供給量ではなく信用創造量を設定することで、実体経済向けと金融市場向けに分割できる。
金融市場向け信用創造×金融市場向け信用創造の流通速度 ＝ 金融市場の商品量×金融市場の商品価格
実体経済向け信用創造×実体経済向け信用創造の流通速度 ＝ 実体経済の生産量×実体経済の商品価格
非ＧＤＰ取引(金融取引)が拡大すると、金融取引上の通貨供給量は増え、全体の通貨供給量も増えるが名目ＧＤＰ取引（実体経済での取引）には反映されないので、結果として貨幣の流通速度は低下する。ＧＤＰ取引に反映しない金融市場向け信用創造を除き、実体経済向け信用創造のみに限定すると、実体経済向け流通速度は一定である。一定であるから実体経済向け信用創造量を増加させればよい事になる。
ＣrＶr＝ＰＹ　（Ｃr：実体経済向け信用創造、Ｖr：実体経済向け信用創造の流通速度）
日銀は大規模量的緩和でマネタリーベースを拡大し日銀当座預金を積み上げたが、実体経済向けの信用創造は拡大せず、デフレから脱却できなかった。